# Escola Superior de Artes e Design de Caldas da Rainha

## Apresentação
A ESAD.CR nasceu com a missão de contribuir para o desenvolvimento das artes e do design em Portugal. A escolha da cidade deve-se à forte tradição cerâmica da região.
Desde o início, a escola apostou em cursos ligados às artes visuais, design e produção cultural.

## História e Desenvolvimento
A ESAD.CR começou em 1990 com três cursos de bacharelato. Em 2002, foram integrados os cursos de Animação Cultural e Som e Imagem. Em 2003, passou a oferecer também o curso de Teatro.
O edifício principal da escola, projetado por Vítor Figueiredo, venceu o Prémio Secil de Arquitetura em 1998. Em 2022, foi classificado como monumento de interesse público.

## Oferta Formativa
A escola oferece 8 licenciaturas:
- Artes Plásticas
- Design de Espaços
- Design de Produto – Cerâmica e Vidro
- Design Gráfico e Multimédia
- Design Industrial
- Programação e Produção Cultural
- Som e Imagem
- Teatro

E 6 mestrados:
- Artes Plásticas
- Artes do Som e da Imagem
- Design de Produto
- Design Gráfico
- Gestão Cultural
- Teatro

Além disso, oferece cursos de pós-graduação e CETs.

## Reconhecimento e Projeção
A ESAD.CR é uma referência nacional no ensino artístico e tem recebido diversos prémios. Os seus estudantes têm sido premiados em concursos internacionais de design.
É frequentemente comparada à Faculdade de Belas-Artes da Universidade de Lisboa pela sua qualidade.

## Projetos e Iniciativas Académicas
A escola organiza exposições, festivais, ciclos de cinema e parcerias internacionais. Estudantes participam regularmente em intercâmbios europeus (Erasmus+).

## 🌍 ProjetoCaldasCraft
CaldasCraft é um servidor de Minecraft criado em 2020 por estudantes da ESAD.CR durante o confinamento da pandemia. Foi promovido pela Associação de Estudantes como forma de socialização digital.

### Objetivos
O projeto visa:
- Estimular o design digital e colaborativo
- Criar um espaço de encontro virtual para a comunidade estudantil
- Reforçar a ligação entre criatividade e jogos digitais[21]

### Funcionalidades do Servidor
Inclui modos como Survival, Skyblock, Bedwars e Roleplay. O servidor tem itens personalizados, economia virtual, sistema de reinos e eventos sazonais.

## Relevância para a ESAD.CR
Vários cursos — como Som e Imagem e Design Gráfico — usaram o servidor como laboratório experimental. Foi também apresentado em eventos académicos.
- - IP do servidor:** `mc.caldascraft.eu`
  - Website:** (https://www.caldascraft.eu)
  - Discord:** (https://discord.gg/caldascraftminecraft-693923572028014682)